# Allium listera
Allium listera är en amaryllisväxtart som beskrevs av William Thomas Stearn. Allium listera ingår i släktet lökar, och familjen amaryllisväxter. Inga underarter finns listade i Catalogue of Life.